# Wilhelm Kloed

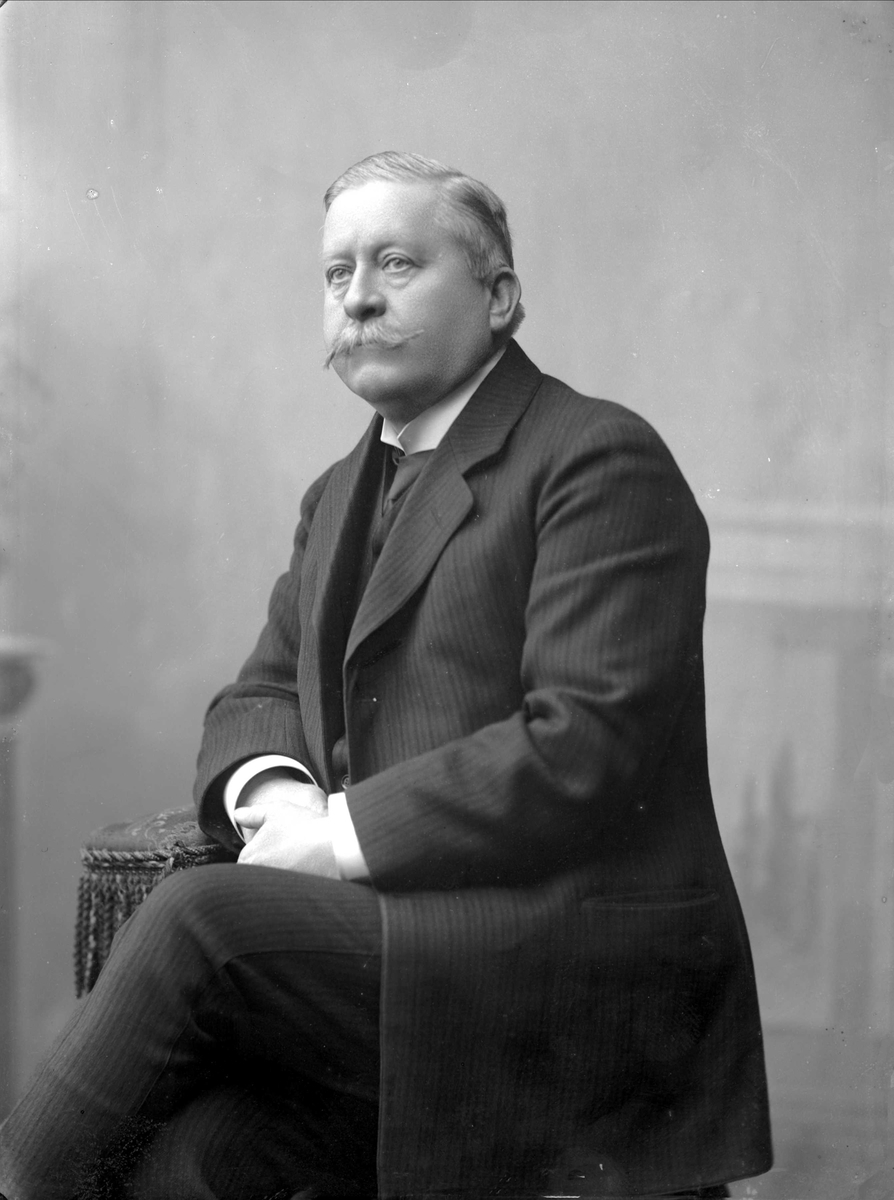
Wilhelm Kloed.

Wilhelm Cappelen Kloed, född 26 juli 1855 i Kristiania, död 5 juli 1929, var en norsk sångare (tenor). 
Kloed blev student 1874, var under tre år elev till Thorvald Lammers och fortsatte sina sångstudier i Paris och München. Han var 1878–1890 bosatt i Stockholm, där han 1879–1886 var anställd vid Nya Teatern och 1887–1889 meddirektör vid Vasateatern. Han var från 1890 knuten till Christiania Theater, där han bland annat uppträdde i Faust, Carmen (Don José), Cavalleria rusticana (Turiddo) samt medverkade vid konserter och oratorieuppföranden. Från hösten 1899 var han en kort tid knuten till Nationaltheatret i Kristiania. Han utgav några sångövningar och romanser samt boken Sang og sangkunst (1921). 